# Qeyzīl Aḩmad
Qeyzīl Aḩmad (persiska: قزل احمد, Qezel Aḩmad, قیزیل احمد) är en ort i Iran.   Den ligger i provinsen Östazarbaijan, i den nordvästra delen av landet, 400 km nordväst om huvudstaden Teheran. Qeyzīl Aḩmad ligger 1 879 meter över havet och antalet invånare är 302.
Terrängen runt Qeyzīl Aḩmad är lite kuperad. Runt Qeyzīl Aḩmad är det ganska glesbefolkat, med 43 invånare per kvadratkilometer. Närmaste större samhälle är Tīkmeh Dāsh, 6,5 km norr om Qeyzīl Aḩmad. Trakten runt Qeyzīl Aḩmad består i huvudsak av gräsmarker.